# Алиськевич Іван Романович
Іван Романович Алиське́вич (нар. 22 листопада 1947, Левен) — український художник і скульптор.

## Біографія
Народився 22 листопада 1947 року в місті Левені в Бельгії. Упродовж 1966–1969 років навчався на відділенні архітектури інтер'єру Вищої декораційної школи в місті Кордові в Аргентині. Там же й почав працювати спочатку як графік, згодом як і скульптор. Шість років жив у Бразилії, де працював театральним художником. У 1978–1982 роках навчався на відділенні малярства й скульптури мистецької школи докторара Ф. Алькорта в Кордові. 1982 року переїхав до Парижу.

## Творчість
Автор монументальних полотен у дусі експресіонізму й скульптури малих форм. Працює в техніці акриліку, створює колажі з газетним папером та ілюстраціями-друками на папері, іноді — на полотні.
Брав участь у виставках в Аргентині, Франції, Україні (1995). Персональні виставки пройшли в Кордові, Тулузі, Сент-Етьєні, Парижі.